# Afrodacarellus camaxiloensis
Afrodacarellus camaxiloensis är en spindeldjursart som först beskrevs av Loots 1969.  Afrodacarellus camaxiloensis ingår i släktet Afrodacarellus och familjen Rhodacaridae. Inga underarter finns listade i Catalogue of Life.